# Sclerochilus bradyi
Sclerochilus bradyi is een mosselkreeftjessoort uit de familie van de Bythocytheridae. De wetenschappelijke naam van de soort is voor het eerst geldig gepubliceerd in 1962 door Rudjakov.